# Nicole Barnhart
Nicole Renee Barnhart (Pottstown, 10 ottobre 1981) è un'ex calciatrice statunitense, di ruolo portiere.
Dal 2004 al 2013 ha vestito la maglia della nazionale statunitense, con la quale ha vinto due ori olimpici, a Pechino 2008 e Londra 2012, e ha disputato due campionati mondiali, conclusi con un secondo posto nel 2011 e un terzo posto nel 2007.